# Carl Schmidt
Carl Schmidt (Hagenow, 26 agosto 1868 – Cairo, 17 aprile 1938) è stato un orientalista tedesco, esperto in coptologia.
Pubblicò le edizioni critiche di vari testi copti e fu attivo in Egitto nell'acquisto di papiri per le università tedesche, assistendo anche Sir Chester Beatty nei suoi acquisti di papiri.

## Biografia
Nel 1887 Carl Schmidt studiò filologia classica, ebraico antico e linguistica comparata all'Università di Lipsia. Terminato il primo anno, si trasferì all'Università di Berlino dove Adolf Harnack lo introdusse alla patristica e alla storia della letteratura cristiana antica. Subì inoltre l'influsso degli egittologi Adolf Erman e Georg Steindorff, il quale lo iniziò alla lingua copta, finché discusse la sua dissertazione di dottorato sul Codex Brucianus. Harnack riconobbe le speciali qualità di Schmidt e supportò il suo allievo il più possibile, sebbene la carriera di Schmidt fosse rimasta incerta per molto tempo. Nel 1899 ottenne l'abilitazione all'insegnamento universitario della storia del cristianesimo con una tesi intitolata Plotins Stellung zum Gnostizismus und kirchlichen Christentum ("la posizione di Plotino rispetto allo Gnosticismo e al Cristianesimo ecclesiastico").
Nel 1900, Harnack gli assicurò un reddito, facendolo nominare "funzionario scientifico della Commissione patristica della Chiesa", di cui egli estsso era membro. La commissione affidò a Schmidt la pubblicazione del Codex Brucianus e della Pistis Sophia (secondo il Codex Askewianus). Per il primo, che nel frattempo era stato mutilato e parzialmente distrutto, Schmidt fu in grado di utilizzare le copie e le note di Karl Gottfried Woide e Moritz Gotthilf Schwartze, realizzate quando il manoscritto era ancora in condizioni migliori. Quindi, pubblicò gli Atti di Pietro e gli Atti di Paolo. Nel 1909 divenne professore straordinario, nel 1921 fu nominato professore onorario e nel 1928 professore ordinario di storia del cristianesimo e di lingua e letteratura copta. Insieme ad Harnack fu redattore della collana editoriale Texte und Untersuchungen zur Geschichte der altchristliche Literatur. Carl Schmidt si occupò anche di manoscritti manichei e giocò un ruolo importante nell'acquisto di manoscritti copti per il Berliner Papyrussammlung. 
Schmidt fu membro della Deutsche Morgenländische Gesellschaft e della Gesellschaft für Kirchengeschichte. 
Morì nel 1938 al Cairo.